# Henryk Rozmiarek
Henryk Rozmiarek   (Poznań, 13 de gener de 1949 - Poznań, 10 de març de 2021) fou un jugador d'handbol polonès que va competir durant les dècades de 1960 i 1970.
El 1972 va prendre part en els Jocs Olímpics de Múnic, on fou desè en la competició d'handbol. Quatre anys més tard, als Jocs de Mont-real, guanyà la medalla de bronze en la mateixa competició. La tercera i darrera participació en uns Jocs fou el 1980, a Moscou, on fou setè en la competició d'handbol.
A nivells de clubs jugà al Grunwald Poznań, KS Posnania i PS Hannover. Guanyà la lliga polonesa de 1971. Amb la selecció polonesa jugà 177 partits.